# جوناس بلوکت
جوناس بلوکت (انگلیسی: Jonas Bloquet؛ زادهٔ ۱۰ ژوئیهٔ ۱۹۹۲) بازیگر اهل فرانسه است.
از فیلم‌ها یا برنامه‌های تلویزیونی که وی در آن نقش داشته‌است می‌توان به ۳ روز برای کشتن، او، یتیم و راهبه اشاره کرد.